# 三遊亭上楽
三遊亭 上楽（さんゆうてい じょうらく、1973年10月26日 - ）は、五代目圓楽一門会所属の落語家。本名∶石本 征樹。

## 芸歴
- 1997年4月 - 五代目三遊亭圓楽に入門、「上楽」を名乗る。
- 2000年3月 - 二ツ目昇進。
- 2007年11月 - 真打昇進。

## 人物
五代目三遊亭圓楽24番弟子。23番弟子の三遊亭神楽とはわずか15分差での弟子入りとなっている。
三遊亭好楽とその家族から可愛がられており、一緒に旅行に行く仲。「ジョニー」という愛称がある。
泥酔していても、発泡酒とビールの違いがわかる。